# Paracyathus conceptus
Paracyathus conceptus är en korallart som beskrevs av Gardiner och Frank Albert Waugh 1938. Paracyathus conceptus ingår i släktet Paracyathus och familjen Caryophylliidae.
Artens utbredningsområde är Indiska oceanen. Inga underarter finns listade i Catalogue of Life.